# Gianni Canova
Gian Battista Canova, detto Gianni (Castione della Presolana, 16 febbraio 1954), è un critico cinematografico, autore televisivo, direttore artistico e saggista italiano. È stato Rettore dell'Università IULM dal 5 novembre 2018 al 31 luglio 2024.

## Biografia
Gianni Canova nasce il 16 febbraio 1954 a Castione della Presolana, in provincia di Bergamo, da cui poi si trasferì a Monza per frequentare il Liceo scientifico Paolo Frisi. Durante gli studi universitari conseguiti nella facoltà di Lettere presso l'Università degli Studi di Milano iniziò a coltivare interesse verso i due autori che lo hanno più influenzato e formato: Alessandro Manzoni e Giorgio Scerbanenco. Nel maggio 1993 fonda insieme a Max Stèfani e dirige fino al dicembre 2010 il mensile di cinema e media audiovisivi Duel, che dieci anni più tardi (nel dicembre 2003) si trasforma in duellanti. È stato critico cinematografico per la Repubblica, il Manifesto, Sette del Corriere della Sera e la Voce di Indro Montanelli (che gli affidò personalmente la sezione di critica cinematografica). Ha collaborato anche con riviste specializzate come Bianco & nero, Segnocinema, Rolling Stone, e Vogue. Dal 2013 è direttore editoriale del magazine 8 1/2. Visioni, avventure e passioni del cinema italiano, edito da Cinecittà/Istituto Luce.
Attualmente collabora con Film Tv, con il portale We Love Cinema ed è membro del comitato scientifico della rivista G|A|M|E, dedicata al post-cinema, nuove identità mediali e critica e teoria comparata dei videogiochi. Dagli anni ottanta a oggi Canova ha pubblicato decine di opere di cinema e visual studies tra saggi e curatele. Nel 2002 ha realizzato come curatore il volume sul cinema dell'Enciclopedia Universale Garzanti e ha curato il volume 1965-1969 della Storia del cinema italiano (in 15 volumi) edita dalla Scuola Nazionale di Cinema, pubblicato nell'aprile 2002 da Marsilio.
Dal 2002 è stato anche curatore di numerose mostre multimediali: Le città in/visibili di Italo Calvino (2002), Dreams. I sogni degli italiani in 50 anni di pubblicità televisiva (2004), annisettanta (2007), Borsalino. Al cinema con il cappello (2011), Dracula e il mito dei vampiri (2013), Alfred Hitchcock nei film della Universal Pictures (2014), Cash Cash, Money Money, Arte e denaro (2019).
Per la televisione è stato autore con Felice Pesoli del programma Le parole del cinema (su Telepiù). Ha inoltre realizzato format o programmi per Netsystem e My-Tv. Ha collaborato alla realizzazione di Bradipo, sit-com trasmessa nel 2001 da MTV ed è autore della sit-com interattiva Come tu mi vuoi, prodotta e distribuita on line da My-Tv. Dal 2005 ricopre il ruolo di critico cinematografico per Sky Cinema, nonché autore e conduttore del programma Il cinemaniaco. Canova è stato direttore artistico del Festival “Leggere il Novecento” di Ancona (dal 2001 al 2009) e del Noir in Festival (in qualità di delegato IULM dal 2016). Dal 2001 al 2005 ha fatto parte come rappresentante italiano del Comitato scientifico del Festival Internazionale del Film di Locarno (Svizzera) e dal 2005 al 2007 è stato membro del Comitato Scientifico della Festa del Cinema di Roma.
Professore di Storia del cinema e Filmologia, dal 5 novembre 2018 al 31 ottobre 2024 è stato Rettore della Libera Università di Lingue e Comunicazione IULM di Milano, dopo essere stato preside dal 2009 al 2017 della facoltà di Comunicazione, Relazioni Pubbliche e Pubblicità. Prima di entrare in ruolo presso la IULM, ha insegnato Poetiche del cinema contemporaneo presso il Centro sperimentale di cinematografia di Roma e ha tenuto corsi e workshop sulla comunicazione visiva per l’Università Bocconi di Milano.
Dal 2010 al 2014 è stato inoltre Presidente della CUC, l’associazione scientifica che raggruppa tutti i docenti di Cinema, televisione e new media delle università italiane. Dal maggio 2017 al 2021 è stato membro del Consiglio superiore per il cinema e gli audiovisivi istituito presso il MiBACT. Al Consiglio sono attribuiti compiti di consulenza e di supporto nell'elaborazione, nell'attuazione delle politiche di settore e nella predisposizione di indirizzi e criteri generali relativi alla destinazione delle risorse pubbliche nell'ambito del cinema e dell'audiovisivo.  È stato membro del comitato scientifico del Centro sperimentale di cinematografia di Roma.
Nel 2021 ha ricevuto a Capri il "Premio Claudio Carabba" per la critica cinematografica.
Nel 2023 è stato insignito del Premio Sergio Amidei per la promozione della cultura cinematografica.
Dal 2023 è Presidente onorario dell'Ischia Film Festival
Nel febbraio 2024 è stato nominato Presidente del Comitato Scientifico del Centro Sperimentale di Cinematografia di Roma. 
Nel 2024 è stato nominato Presidente della Giuria Internazionale Venezia Opera Prima “Luigi De Laurentiis” alla 81ª Mostra Internazionale d’Arte Cinematografica di Venezia.

## Pubblicazioni

### Saggi
- David Cronenberg, Edizioni Il Castoro, 1994 (seconda edizione aggiornata 2007).
- Nirvana - Sulle tracce del cinema di Gabriele Salvatores, Zelig Edizioni, Milano 1997.
- L'occhio che ride, Editoriale Modo, Milano 1999.
- L'alieno e il pipistrello. La crisi della forma nel cinema contemporaneo, Bompiani, Milano 2000 (seconda edizione 2023);
- Giancarlo Basili. Spazio e architettura nel cinema italiano (curatela), Giancarlo Basili. Alexa Edizioni, Milano 2000.
- La visione dell'invisibile. Saggi e materiali su Le città invisibili di Italo Calvino (curatela; con M. Barenghi e B. Falcetto), Mondadori, Milano 2002.
- Storia del cinema italiano 1965-1969 G. Canova (curatela), Marsilio-Edizioni di Bianco & Nero, Venezia/Roma 2002, vol. XI.
- Enciclopedia del cinema (curatela), Garzanti, 2002 (seconda edizione, 2005, terza edizione aggiornata e ampliata 2009).
- Dreams. I sogni degli italiani in 50 anni di pubblicità televisiva (curatela), Bruno Mondadori Editore, Milano 2004.
- Il lato oscuro delle macchine. La rappresentazione delle tecnologie nel cinema italiano contemporaneo (curatela), Carocci, 2005.
- Robert Zemeckis (curatela), Marsilio, 2008.
- Cinemania. 10 anni 100 film, il cinema italiano del nuovo millennio, Marsilio, 2010.
- Atlante del cinema italiano. Corpi, paesaggi, figure del contemporaneo (curatela con Luisella Farinotti), Garzanti 2011
- Quo chi? Di cosa ridiamo quando ridiamo di Checco Zalone, Sagoma, 2016.
- Divi Duci Guitti Papi Caimani. L'immaginario del potere nel cinema italiano, da Rossellini a The Young Pope, Bietti, 2017 (seconda edizione 2022).
- Ignorantocrazia. Perché in Italia non esiste la democrazia culturale, Bompiani, 2019.
- Alfred Hitchcock. Il cinema ai bordi del nulla, Skirà, 2019.
- Campari e il cinema (curatela), Skirà, 2021
- I 100 film che sconvolsero il mondo, Il sole 24 ore Cultura, 2022
- Mediaset e il cinema italiano (curatela con Rocco Moccagatta), Mondadori Electa, 2023.

### Romanzi
- Palpebre, Garzanti Libri, 2010 (seconda edizione con nuova postfazione, novembre 2023) .

## Filmografia

### Autore
- Alda Merini-La diversità della poesia, documentario (1993)
- Leo Wachter. Una vita per lo spettacolo, documentario (1994)
- Un’intervista particolare. Incontro con Ettore Scola, documentario (2000)
- Ottant’anni da attore. Incontro con Nino Manfredi, documentario (2001)
- Vorrei sparire senza morire: un racconto di Pupi Avati, documentario, (2021)

### Attore
- Golden Hays, regia di Max Croci, cortometraggio - storico del cinema (2007)
- Istintobrass, regia di Massimiliano Zanin - se stesso (2013).
- Pecore in erba, regia di Alberto Caviglia - se stesso (2015).
- Chi mi ha incontrato, non mi ha mai visto, regia di Bruno Bigoni - uno storico del cinema (2016)
- Viaggio nel cinema in 3D-Una storia vintage, regia di Jesus Garcel Lambert - se stesso (2016)
- La voce di Fantozzi, regia di Mario Sesti - se stesso (2017).
- Goodbye Marilyn, regia di Maria Di Razza, cortometraggio - il giornalista (voce), (2018).
- Uno, nessuno, cento Nino, regia di Luca Manfredi - se stesso (2021)
- Quel maledetto film su Virzì, regia di Stefano Petti - se stesso (2023)